# Rajes Perumal
Rajes Perumal (Selangor, Malasia, 21 de junio de 1985-Batu Caves, Malasia, 17 de octubre de 2022) fue un futbolista malayo que jugaba en la posición de defensa.

## Carrera
Al comienzo de su carrera, Perumal jugó para el MP Selayang en la Liga FAM de 2005. Se mudó a Sabah en 2006 y jugó para el equipo de Borneo en la temporada 2006-07. Firmó con Selangor PKNS FC en el 2008 y ganó el título de la Premier League de Malasia en el 2011.
Se transfirió a Selangor en 2014 e hizo su debut contra el T-Team el 18 de enero de 2014 entrando como suplente en el minuto 79. Su segunda y última aparición en la Superliga con Selangor es contra Sarawak, donde Selangor ganó 3-0, donde también entró como suplente.
En 2015 se transfirió a Kedah, donde se convirtió en un habitual del equipo. Hizo 15 apariciones en la liga en 2015, cuando Kedah ganó el título de la Premier League de Malasia y ascendió a la Super League. En general, hizo 23 apariciones para Kedah en todas las competiciones.
Perumal regresó a PKNS en 2016 e hizo su segundo debut con PKNS en un empate 4-4 contra Kuantan FA. En 2018 firmó con MISC-MIFA (ahora Petaling Jaya City) e hizo 20 apariciones en la liga en su primera temporada. Marcó su primer gol para MISC-MIFA el 22 de mayo de 2018 en la victoria por 3-2 sobre Penang. Su último partido con el club fue contra el Kuala Lumpur City el 15 de octubre de 2022.

## Clubes
| Club                  | País    | Año       | Partidos | Goles |
| --------------------- | ------- | --------- | -------- | ----- |
| Selangor FC II        | Malasia | 2011-2013 | 32       | 1     |
| Selangor FA           | Malasia | 2014      | 2        | 0     |
| Kedah FA              | Malasia | 2015      | 15       | 0     |
| Selangor FC II        | Malasia | 2016-2017 | 14       | 0     |
| Petaling Jaya City FC | Malasia | 2018-2022 | 74       | 3     |

## Palmarés

### Campeonatos nacionales
| Título                  | Club           | País    | Año  |
| ----------------------- | -------------- | ------- | ---- |
| Malaysia Premier League | Selangor FC II | Malasia | 2011 |
| Malaysia Premier League | Kedah FA       | Malasia | 2015 |

## Muerte
Perumal murió el 17 de octubre de 2022 tras sufrir varias lesiones a causa de un accidente en su motocicleta en Batu Caves, Selangor.